# Jöran Lindvall
Jöran Elis Gerard Lindvall, född 9 september 1939 i Uppsala, är en svensk arkitekt.

## Biografi
Jöran Lindvall utbildade sig till arkitekt på Kungliga Tekniska högskolan i Stockholm 1962–1967. 
Han var anställd vid Statens råd för byggnadsforskning 1973–1985 och därefter chef för Arkitekturmuseet i Stockholm, nuvarande Arkitektur- och designcentrum, 1985–1999. Han blev hedersledamot av Konstakademien 1993. Lindvall tilldelades Olle Engkvist-medaljen 1991.